# Kouri Almyrou - Άgiοs Serafeim
Kouri Almyrou - Άgiοs Serafeim este o arie protejată (arie specială de conservare — SAC, sit de importanță comunitară — SCI) din Grecia întinsă pe o suprafață de 99,86 ha, integral pe uscat.

## Localizare
Centrul sitului Kouri Almyrou - Άgiοs Serafeim este situat la coordonatele 39°11′43″N 22°44′14″E / 39.195191°N 22.737294°E.

## Înființare
Situl Kouri Almyrou - Άgiοs Serafeim a fost declarat sit de importanță comunitară în aprilie 1997 pentru a proteja 2 specii de animale. Situl a fost protejat și ca arie specială de conservare în martie 2011.

## Biodiversitate
Situată în ecoregiunea mediteraneană, aria protejată conține 3 habitate naturale: Pseudostepă cu ierburi și specii anuale de Thero-Brachypodietea, Păduri de Quercus brachyphylla din zona Mării Egee, Păduri de Quercus macrolepis.
La baza desemnării sitului se află mai multe specii protejate de  reptile (2): Testudo graeca, elaphe situla (Zamenis situla).
Pe lângă speciile protejate, pe teritoriul sitului au mai fost identificate 1 specie de amfibieni, 2 specii de mamifere, 7 specii de reptile.